# Ekaterina Borisovna Kondaurova
Ekaterina Borisovna Kondaurova (in russo Екатери́на Бори́совна Кондау́рова?; Mosca, 20 agosto 1982) è una danzatrice russa, prima ballerina del Balletto Mariinskij dal 2012.

## Biografia
Ekaterina Kondaurova è nata a Mosca nel 1982 e ha studiato all'Accademia di danza Vaganova, diplomandosi nel 2001. Immediatamente dopo aver conseguito il diploma è stata scritturata dal Balletto Mariinskij, di cui è stata proclamata prima ballerina nel 2012.
Il suo vasto repertorio con la compagnia include molti dei grandi ruoli femminili, tra cui Myrtha in Giselle, Medora ne La Corsaire, Nikiya e Gamzatti ne La Bayadère, Odette e Odile ne Il lago dei cigni, Titania e Ippolita in Sogno di una notte di mezza estate, Frigia ed Egina in Spartak, Giulietta in Romeo e Giulietta e le eponime protagonista di Raymonda e Paquita. Inoltre è un'apprezzata interprete dell'opera di coreografi moderni e contemporanei come George Balanchine, William Forsythe ed Aleksej Ratmanskij.
Nel 2006 ha vinto il Prix Benois de la Danse e nel 2011 è stata la vincitrice della Maschera d'Oro.